# Arthur Schröder

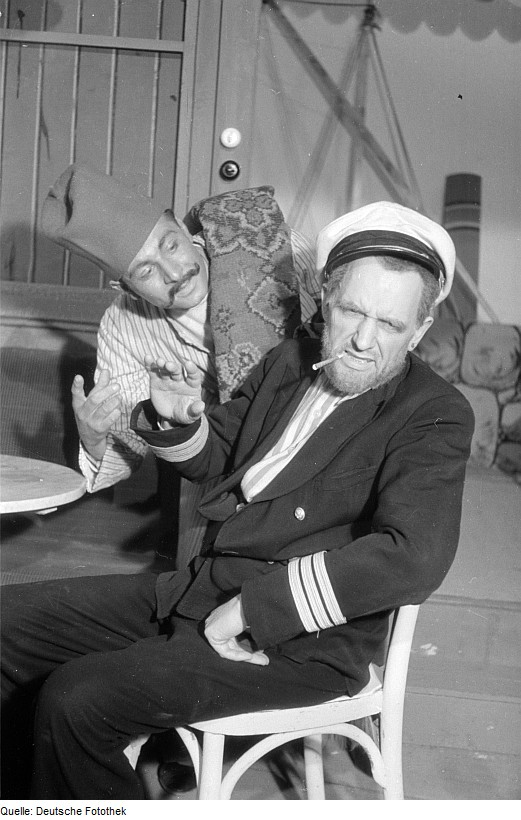
Arthur Schröder (rechts) im Schlossparktheater Berlin-Steglitz, ca. 1946

Arthur Schröder (* 20. November 1892 in Groß-Borstel, heute zu Hamburg; † 4. Februar 1986 in West-Berlin) war ein deutscher Schauspieler.

## Leben
Der Banklehrling begann als Statist am Deutschen Schauspielhaus in Hamburg und gab ohne Schauspielausbildung 1910 sein Debüt am Stadttheater von Harburg in einer Aufführung von Don Carlos. Als jugendlicher Held und Liebhaber spielte er 1912 bis 1914 am Stadttheater Göttingen, 1914/15 am Stadttheater Bremen und von 1915 bis 1918 am Lessingtheater in Berlin.
1918 bis 1922 war er am Thalia Theater in Hamburg tätig, danach wirkte er an verschiedenen Berliner Bühnen wie dem Theater am Kurfürstendamm, der Tribüne und dem Metropol-Theater. Sein Zuhause war die Künstlerkolonie Berlin.
Bereits während des Ersten Weltkrieges übernahm Schröder Aufgaben beim Stummfilm und war 1916 in Die Rose der Wildnis Partner von Asta Nielsen und in Der Liebesbrief der Königin von Henny Porten. Nach längerer Filmabstinenz in den 20er Jahren war er während der 30er und 40er Jahre ein vielbeschäftigter Nebendarsteller. In der Zeit des Nationalsozialismus wurde Schröder auf die Gottbegnadeten-Liste gestellt.
Inzwischen in Rollen vornehmer älterer Herren, konnte er nach Kriegsende seine Karriere in Berlin am Deutschen Theater und dann am Schillertheater und Schlossparktheater fortsetzen. In vier DEFA-Streifen übernahm er Nebenrollen, darunter als Gefängnisdirektor Dr. Koldewey in Das Beil von Wandsbek und als Landgerichtsdirektor in Der Untertan. Bis zu seinem 80. Lebensjahr blieb Schröder der Bühne treu. Er arbeitete auch für den Hörfunk sowie als Synchronsprecher.

## Filmografie
- 1915: Der blonde Chauffeur
- 1916: Aphrodite
- 1916: Abseits vom Glück
- 1916: Die Rose der Wildnis
- 1916: Mirko Pasqua
- 1916: Der Liebesbrief der Königin
- 1917: Die Narbe am Knie
- 1917: Die Memoiren des Satans, 1. Teil: Dr. Mors
- 1917: Die Memoiren des Satans, 2. Teil: Fanatiker des Lebens
- 1918: Der Wahn ist kurz
- 1919: Der Ehestifter
- 1919: Erdgift
- 1919: Brutal
- 1920: Maulwürfe
- 1920: Das Geheimnis der Chrysanthemen
- 1921: Der Tod und die Liebe
- 1921: Die rote Nacht
- 1927: Da hält die Welt den Atem an
- 1933: Hans Westmar
- 1934: Schloß Hubertus
- 1934: Einmal eine große Dame sein
- 1934: Zwei Genies
- 1935: Die selige Exzellenz
- 1935: Der eingebildete Kranke
- 1935: Sie und die Drei
- 1935: Der Außenseiter
- 1936: Arzt aus Leidenschaft
- 1936: Moral
- 1936: Diener lassen bitten
- 1937: Liebe geht seltsame Wege
- 1937: Meine Freundin Barbara
- 1937: Unter Ausschluß der Öffentlichkeit
- 1937: Das schöne Fräulein Schragg
- 1937: Der Etappenhase
- 1937: Der Biberpelz
- 1937: Die gelbe Flagge
- 1937: Gewitterflug zu Claudia
- 1938: Es leuchten die Sterne
- 1938: Zwei Frauen
- 1938: Einquartierung bei Klawunde
- 1938: Der Tag nach der Scheidung
- 1939: Robert und Bertram
- 1939: Die Stimme aus dem Äther
- 1939: Dein Leben gehört mir
- 1939: Ehe in Dosen
- 1939: Die Frau ohne Vergangenheit
- 1939: Die Geliebte
- 1940: Verwandte sind auch Menschen
- 1940: Mädchen im Vorzimmer
- 1941: Quax, der Bruchpilot
- 1941: Hauptsache glücklich
- 1942: Diesel
- 1942: Ein Zug fährt ab
- 1943: Ich vertraue Dir meine Frau an
- 1943: Johann
- 1944: Der grüne Salon
- 1944: Das Leben ruft
- 1944: Der Majoratsherr
- 1944: Tierarzt Dr. Vlimmen
- 1944/52: Das Mädchen Juanita
- 1945: Dr. phil. Doederlein
- 1945: Die Brüder Noltenius
- 1948: Und wieder 48
- 1948: Affaire Blum
- 1950: 0 Uhr 15 Zimmer 9
- 1951: Der Untertan
- 1951: Das Beil von Wandsbek
- 1952: Drei Tage Angst
- 1954: Canaris
- 1954: Der Engel mit dem Flammenschwert
- 1955: Oberwachtmeister Borck
- 1956: Studentin Helene Willfüer
- 1956: Ein Mädchen aus Flandern
- 1957: Wie ein Sturmwind
- 1957: Made in Germany – Ein Leben für Zeiss
- 1958: Madeleine und der Legionär
- 1959: Freddy, die Gitarre und das Meer
- 1961: Die Ehe des Herrn Mississippi

## Hörspiele
- 1947: Curt Goetz: Hokuspokus – Regie: Hans Fahrenburg (Berliner Rundfunk)